# ماری فرانتی
ماری فرانتی (فرانسوی: Marie Ferranti‎ زاده ۱۹۶۲) نویسنده اهل فرانسه است که بخاطر نگارش «پرنسس مان‌تو» (La Princesse de Mantoue) برنده جایزه بزرگ رمان فرهنگستان فرانسه در سال ۲۰۰۲ میلادی شده است. این کتاب در ۱۳۸۹ توسط شراره شاکری به فارسی نیز برگردانده شده است.